# فران فيلالبا
فران فيلالبا (بالإسبانية: Fran Villalba)‏ (11 مايو 1998 ببلنسية في إسبانيا - ) هو لاعب كرة قدم إسباني في مركز الوسط. شارك مع منتخب إسبانيا تحت 16 سنة لكرة القدم ومنتخب إسبانيا تحت 17 سنة لكرة القدم ومنتخب إسبانيا تحت 18 سنة لكرة القدم. أما مع النوادي، فقد لعب مع نادي فالنسيا وفالنسيا ميستايا.

## وصلات خارجية
- فران فيلالبا على موقع الاتحاد الأوربي (الإنجليزية)
- فران فيلالبا على موقع قاعدة بيانات كرة القدم.إي يو (الإنجليزية)
- فران فيلالبا على موقع Soccerway.com (الإنجليزية)
- فران فيلالبا على موقع عالم كرة القدم.نت (الإنجليزية)
- فران فيلالبا على موقع AS.com (الإسبانية)